# 都城市立山之口小学校
都城市立山之口小学校（みやこのじょうしりつ やまのくちしょうがっこう）は、宮崎県都城市山之口町花木にある公立の小学校。

## 概要
歴史
1874年（明治7年）創立。現校名となったのは2006年（平成18年）。2022年（令和4年）に創立150周年を迎えた。
校章
二羽のクジャクが向き合っている姿を背景にして、中央に校名である「山口」の文字（縦書き）を配している。
校歌
1961年（昭和36年）制定。作詞は長嶺宏、作曲は海老原直による。歌詞は3番まであり、各番の歌詞中に校名の「山之口小」が登場する。
通学区域
都城市山之口町のうち、「花木地区、下富吉地区、青井岳地区」。
中学校区は都城市立山之口中学校。

## 沿革
前史
- 1872年（明治5年）9月 - 大字山之口に「都城県第二十郷校」の設置が認可される。後に「山之口郷校」に改称。

正史
- 1874年（明治7年）1月 - 「公立山之口小学校」に改称。
- 1875年（明治8年）- 富吉分教場を設置。
- 1882年（明治15年）4月 - 花木分校を設置。
- 1886年（明治19年）8月 - 花木・富吉両分校を統合の上、尋常科（4年制）を設置の上、大字富吉字二本杉に「尋常山之口小学校」が開校。
- 1888年（明治21年）- 富吉尋常小学校が分離・独立。
- 1889年（明治22年）5月1日 - 町村制の施行により、北諸県郡3村（山之口、富吉、花之木）が合併の上、「山之口村」が発足。
- 1892年（明治25年）- 「山之口尋常小学校」に改称。
- 1900年（明治33年）7月 - 女子児童の増加により、裁縫科を設置。
- 1901年（明治34年）10月 - 天神分教場を設置。
- 1902年（明治35年）6月15日 - 富吉尋常小学校を統合の上、現在地（花之木 王子山）への校舎建設を開始。
- 1903年（明治36年）7月 - 校舎の一部が完成し、尋常科3・4年生を収容。
- 1904年（明治37年）4月 - 高等科（4年制）を併置の上、「山之口尋常高等小学校」に改称。
- 1905年（明治38年）5月 - 校舎が完成。
- 1908年（明治41年）4月 - 改正小学校令により、尋常科（義務教育年限）が4年制から6年制に改められる。旧高等科1年を尋常科5年に、旧高等科2年を尋常科6年に、旧高等科3年を高等科1年に、旧高等科4年を高等科2年に改める。
- 1910年（明治43年）9月 - 2教室を増築。
- 1914年（大正3年）5月 - 北棟を増築。
- 1923年（大正12年）4月 - 山之口分教場を設置し、尋常科2年生までを収容。
- 1924年（大正13年）4月 - 山之口分教場で尋常科3年生までを収容。
- 1925年（大正14年）4月 - 富吉分教場を設置。天神分教場が分離の上、天神尋常小学校として独立。
- 1926年（昭和元年）- 中棟新校舎（5教室兼講堂）が完成。
- 1930年（昭和5年）- 旧宮崎県立都城中学校（旧制）校舎を買い受け、5教室を改築。
- 1935年（昭和10年）4月 - 木造2階建て北校舎（12教室）が完成。
- 1941年（昭和16年）4月1日 - 国民学校令施行により、「山之口村山之口国民学校」に改称。尋常科を初等科に改める。
- 1947年（昭和22年）- 学制改革が行われる（六・三制の実施）。
  - 4月1日 - 国民学校初等科は、新制小学校「山之口村立山之口小学校」に改組・改称。
  - 5月1日 - 国民学校高等科は、青年学校普通科とともに、新制中学校「山之口村立山之口中学校」に改組・改称。
- 1951年（昭和26年）10月 - 同年襲った台風により倒壊した校舎を復旧。
- 1953年（昭和28年）4月1日 - 山之口分教場と富吉分教場がそれぞれ山之口村立麓小学校、山之口村立富吉小学校として独立。
- 1959年（昭和34年）1月 - 学校給食を開始。南校舎1教室を増築。
- 1964年（昭和39年）
  - 4月 - 鉄筋2階建て校舎（6教室）が完成。
  - 11月3日 - 町制施行により、「山之口町立山之口小学校」に改称。
- 1965年（昭和40年）
  - 2月 - 鉄筋2階建て4教室が完成。
  - 7月 - 北側2階建て校舎を解体の上、講堂兼特別教室が完成。
- 1967年（昭和42年）3月 - 校旗を新調。
- 1968年（昭和43年）9月 - プールが完成。
- 1969年（昭和44年）1月 - 体育館が完成。
- 1970年（昭和45年）2月 - 管理校舎が完成。
- 1971年（昭和46年）
  - 2月 - 北校舎が完成。
  - 3月 - 新庭園が完成。
- 1974年（昭和49年）2月24日 - 創立100周年記念式典を挙行。
- 1977年（昭和52年）4月1日 - 山之口町立青井岳小学校を統合。
- 1995年（平成7年）- 新体育館が完成。
- 2001年（平成13年）- コンピューター室を新設。
- 2006年（平成18年）1月1日 - 都城市との合併により、「都城市立山之口小学校」（現校名）に改称。
- 2010年（平成22年）- 王子山遺跡の発掘調査が実施される。
- 2012年（平成24年）- 新校舎が完成。
- 2016年（平成28年）- プールを改修。
- 2019年（令和元年）- 屋上に太陽光発電設備を新設。

旧・青井岳小学校（あおいだけ）
- 1901年（明治34年）10月 - 愛宕神社境内に「山之口尋常小学校 天神分教場」が設置される。校舎は飛松の民家を使用（青井岳駅に隣接）。児童30名あまり。
- 1904年（明治37年）4月 - 「山之口尋常高等小学校 天神分教場」に改称。
- 1911年（明治44年）10月 - 児童数増加のため、校地拡張の必要に迫られ、中方限（青井岳駅と天神ダムの中間地点）に移転を完了。
- 1912年（明治45年）4月 - 木造校舎1棟が完成。
- 1916年（大正5年）1月 - 教室を増築。
- 1925年（大正14年）4月10日 - 山之口尋常高等小学校から分離の上、「天神尋常小学校」として独立。
- 1929年（昭和4年）12月 - 校地を整備。
- 1930年（昭和5年）7月 - 校舎1棟が完成。
- 1941年（昭和16年）4月1日 - 国民学校令の施行により、「山之口村天神国民学校」に改称。尋常科を初等科に改める。
- 1944年（昭和19年）4月 - 高等科（2年制）を併置。
- 1947年（昭和22年）- 学制改革が行われる（六・三制の実施）
  - 国民学校初等科は、新制小学校「山之口村立天神小学校」に改組・改称。
  - 国民学校高等科は、青年学校普通科とともに、新制中学校「山之口村立山之口中学校 天神分校」に改組・改称。
- 1948年（昭和23年）9月 - ミルク給食を開始。
- 1950年（昭和25年）11月 - 火災により、中学校天神分校の校舎が全焼。公民館を仮校舎として授業を開始。
- 1952年（昭和27年）4月 - 校舎を復旧。
- 1960年（昭和35年）- 新本館が完成。
- 1964年（昭和39年）11月3日 - 町制施行により「山之口町立天神小学校」に改称。
- 1965年（昭和40年）10月 - 校歌を制定。作詞は黒木清次、作曲は海老原直による。
- 1968年（昭和43年）1月 - 体育館が完成。
- 1969年（昭和44年）8月 - プールが完成。
- 1970年（昭和45年）4月1日 - 「山之口町立青井岳小学校」に改称。
- 1973年（昭和48年）3月31日 - 山之口町立山之口中学校青井岳分校が閉校。
- 1977年（昭和52年）3月31日 - 山之口町立山之口小学校への統合により、閉校。
  - 跡地は、民間の企業に使用された後、校舎は解体された。現在は青井岳観測所の敷地となっている。

## 交通アクセス
最寄りの鉄道駅
- JR九州 日豊本線 「山之口駅」

最寄りのバス停留所
- 宮崎交通バス（宮交バス）「山之口小学校下」停留所

最寄りの幹線道路
- 国道269号
- 宮崎県道47号三股高城線・宮崎県道422号有水山之口停車場線

## 周辺
- 花木地区公民館・花木地区体育館
- やまのくち保育所
- 上王子神社